# Miss Kiss Kiss Bang
Miss Kiss Kiss Bang är en låt med Oscar Loya & Alex Christensen som representerade Tyskland i Eurovision Song Contest 2009. Med på scenen under framträdandet i finalen i Moskva fanns bland andra burleskartisten Dita von Teese. Låten är även släppt som singel, och en del av Alex och Oscars album Heart 4 Sale.